# Vaughan Jones
Vaughan Frederick Randal Jones, KNZM, FRS, FRSNZ (Gisborne, 31 de dezembro de 1952 – 6 de setembro de 2020) foi um matemático neozelandês
Apresentou uma palestra plenária no Congresso Internacional de Matemáticos em Quioto (1990: Von Neumann Algebras in Mathematics and Physics).
Morreu em 6 de setembro de 2020, aos 67 anos, devido a complicações de uma infecção do ouvido.